# Campionati del mondo di ciclismo su strada 2018 - Cronometro maschile Elite
La cronometro maschile Elite dei Campionati del mondo di ciclismo su strada 2018, venticinquesima edizione della prova, si disputò il 26 settembre 2018, con partenza a Alpbachtal Seenland e arrivo a Innsbruck, in Austria, su un percorso di 52,1 km. La vittoria fu appannaggio dell'australiano Rohan Dennis, che terminò la gara in 1h03'02", alla media di 49,585 km/h, precedendo l'olandese Tom Dumoulin e il belga Victor Campenaerts.
Sul traguardo di Innsbruck 56 ciclisti, su 56 partiti da Alpbachtal Seenland, portarono a termine la competizione.

## Ordine d'arrivo (Top 10)
| Pos. | Corridore            | Squadra     | Tempo    |
| ---- | -------------------- | ----------- | -------- |
| 1    | Rohan Dennis         | Australia   | 1h03'02" |
| 2    | Tom Dumoulin         | Paesi Bassi | a 1'21"  |
| 3    | Victor Campenaerts   | Belgio      | s.t.     |
| 4    | Michał Kwiatkowski   | Polonia     | a 2'04"  |
| 5    | Nélson Oliveira      | Portogallo  | a 2'14"  |
| 6    | Jonathan Castroviejo | Spagna      | a 2'17"  |
| 7    | Tony Martin          | Germania    | a 2'25"  |
| 8    | Patrick Bevin        | N. Zelanda  | a 2'34"  |
| 9    | Vasil' Kiryenka      | Bielorussia | a 3'07"  |
| 10   | Martin Toft Madsen   | Danimarca   | a 3'23"  |